# Valerius Antias
Valerius Antias est un historien romain du Ier siècle av. J.-C., auteur d'une histoire de Rome depuis les origines jusqu'à son époque.

## Œuvre
Son ouvrage n'a pas été conservé, mais soixante-six citations en sont faites par des auteurs postérieurs. Il comportait au moins soixante-quinze livres, et embrassait l'histoire romaine des légendes de la fondation jusqu'en 91 av. J.-C. au moins. L'épisode de la deditio de Caius Hostilius Mancinus (136 av. J.-C.) se trouvait au livre XXII, ce qui veut dire que l'histoire récente était beaucoup plus développée. 
On ignore la date exacte de la publication de cet ouvrage : Velleius Paterculus dit (II, 9) que Valerius Antias était contemporain de Lucius Cornelius Sisenna († 67 av. J.-C.) et de Q. Claudius Quadrigarius, mais il est remarquable que Cicéron ne le cite jamais, notamment dans la liste d'historiens du De Legibus, I, II, 6-7, texte qui date sans doute de 52 av. J.-C.
Valerius Antias est une des sources les plus citées par Tite-Live (avec Q. Claudius Quadrigarius pour la première décade, et entre les livres XXIII et XXXVIII, pour la période de 216 à 187 av. J.-C.). Mais il le critique, voire se moque de lui, pour son manque de fiabilité, particulièrement sa tendance à exagérer les nombres de morts ou de prisonniers (par exemple III, 5 : « Il est difficile, pour des événements si lointains, de préciser exactement le nombre des combattants et celui des morts ; mais Valerius Antias n'hésite pas dans ses calculs [...] » ; XXVI, 49 ; XXXIII, 10 : « Si l'on en croit Valerius, qui exagère toujours les chiffres [...] » ; XXXVI, 38 : « Sans ajouter beaucoup de foi aux chiffres donnés par cet écrivain plus porté que tout autre à l'exagération [...] », etc.). Aulu-Gelle remarque aussi que Valerius est souvent en désaccord avec les autres historiens (VI, 8 : « Valerius Antias contredit l'opinion de tous les autres écrivains sur les mœurs de Scipion » ; VII, 19 : « Valerius Antias, en opposition avec la tradition de ces décrets et avec l'autorité des anciennes annales [...] »).
Valerius Antias est également cité comme source par Denys d'Halicarnasse. Plutarque semble aussi s'être inspiré de lui pour l'histoire ancienne de la Rome antique.

## Édition
- Martine Chassignet (éd.), L'Annalistique romaine, t. III : L'Annalistique récente. L'Autobiographie politique (fragments), Paris Les Belles Lettres, 2004.